# تحت محل
تحت محل، روستایی در دهستان مهاجران بخش مهاجران شهرستان شازند در استان مرکزی ایران است. این روستا، مرکز دهستان مهاجران است.

## جمعیت
بر پایه سرشماری عمومی نفوس و مسکن در سال ۱۳۹۵، جمعیت این روستا برابر با ۷۴۰ نفر (۲۴۰ خانوار) بوده است.